# Szybka piłka
Szybka piłka – magazyn telewizyjny o tematyce piłkarskiej produkowany przez Telewizję Polską i emitowany w latach 2008–2011 na antenie TVP2; podsumowywano w nim wydarzenia w polskiej Ekstraklasie.

## Opis programu
Za przygotowanie audycji odpowiadał Zygmunt Lenkiewicz. Gospodarzami programu byli Maciej Iwański i Rafał Patyra, którzy zapraszali do studia gości w roli ekspertów (byłego bramkarza Macieja Szczęsnego, dziennikarzy Michała Kołodziejczyka, Roberta Błońskiego, Roberta Zielińskiego oraz byłego sędziego Jarosława Szostka). Grono to omawiało najciekawsze wydarzenia z każdego meczu, którego fragmenty były wcześniej prezentowane w 3-minutowych skrótach, przygotowanych przez dziennikarzy ośrodków regionalnych TVP.
Podczas audycji odbywały się dwa sms-owe konkursy dla widzów: wybór bramki kolejki oraz kiksa kolejki.

## Emisja
Premiera magazynu miała miejsce tuż po zakończeniu spotkania o Superpuchar Ekstraklasy 2008, pomiędzy Legią Warszawa i Wisłą Kraków. Kolejne dwie emisje (27 lipca 2008 i 3 sierpnia 2008) nie doszły do skutku z powodu przełożenia inauguracji sezonu 2008/2009. Pierwsze wydanie „ligowe” odbyło się zatem dopiero po zakończeniu 3. kolejki – 10 sierpnia 2008.
Program ukazywał się w trakcie sezonu, tj. od lipca do maja–czerwca, najczęściej co tydzień w niedzielne wieczory.